# ミャオ族

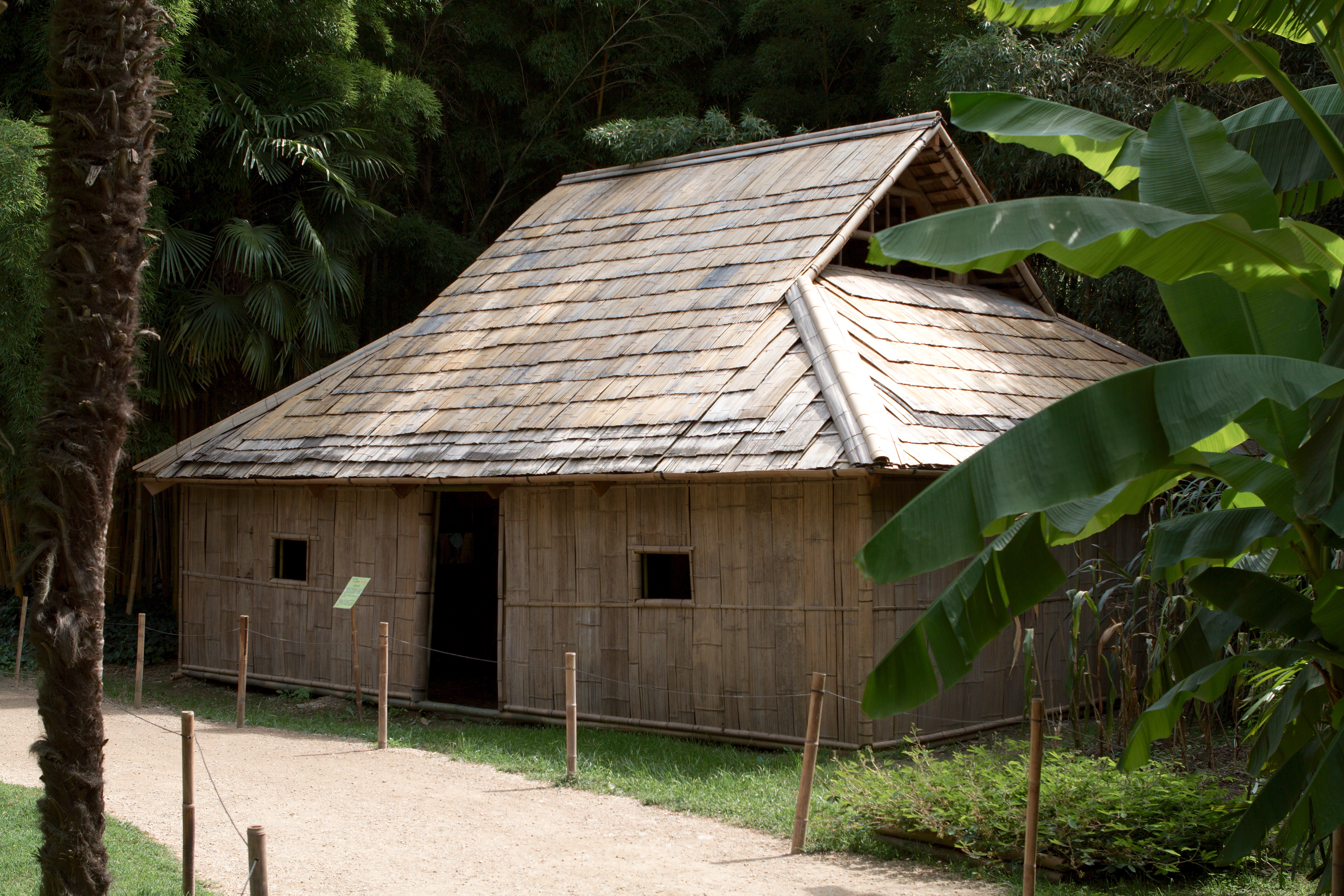
モン族の伝統家屋

ミャオ族（中国語: 苗族、拼音:Miáozú) は、中国の国内に多く居住する民族集団で、同系統の言語を話す人々は、タイ、ミャンマー、ラオス、ベトナムなどの山岳地帯に住んでいる。自称はモン族（英語: Hmong、Hmongb)であるが、Hmongは狭義にはミャオ族の一支族に用いられる呼称である。中国では55の少数民族の一つである。

## 名称
「ミャオ族」は自称ではなく漢民族による他称である。中国国内では「ミャオ」と称せざるを得ないが、「ミャオ」は差別と結びついて、やや低く見られるニュアンスを伴う。中国以外の地域では主として自称モンの人々が居住しており、近年は「ミャオ/モン」と併記することが増えてきた。なお、現在のタイのランプーン付近にハリプンチャイ王国（11～13世紀）を建てたモン族は、全くの別系統の人々である。東南アジア研究者の著作などでは、必ずどちらのモン族に言及するか断りを入れるのが普通である。近年では、中国国外の人々は、総称をモン (Hmong) と表記することが多い。
タイやラオスではモン (Hmông, ม้ง, mong) で、白モンと青モンに分かれる。ベトナムではモン（ベトナム語: H'Mông）といい、黒モン族、赤モン族、花モン族と多彩に分かれる。タイ・ベトナムではメオ (Mẹo, แม้ว, mεεo) とも呼ばれるがこれは侮蔑語である。

## 歴史
ミャオ族の淵源を、漢代の『書経』「舜典」記載の「三苗」や、『後漢書』西南夷伝の長沙「武陵蛮」に遡る説もあるが、現在のミャオ族との連続性は明らかではない。古代の「三苗」以降、中国の史書は長い間南方民族を「蛮」と表記し、現在に繋がるとされる文献上の「苗」の初出は、宋代の紹熙5年（1194年）、朱子が潭州（現在の長沙）に役人として赴任した際の、「苗」を「五渓蛮」の一つの「最軽捷者」とする記録（『朱子公集』巻71）である。ただし、「三苗」の国は揚子江中流域や、洞庭湖から鄱陽湖にかける地域（現在の湖南・湖北・江西）にあったとされ、現在でも貴州省のミャオ族には、先祖は江西にいた、もしくは東方の大きな川の畔や水辺にいたという口頭伝承が残っているので、相互を結びつけようとする学者や知識人が多い。恐らく、ミャオ族の先祖は、宋代以降の漢族の南下に伴って、揚子江流域から山岳内陸部に移動してきたと推定されるが、史料上で歴史的変遷を確定するのは難しい。
1995年頃からは、ミャオ族の祖先を蚩尤とする言説が急浮上した。これは、中国古代の伝説に登場し、漢族の先祖とされる華夏民族の黄帝と涿鹿（たくろく、現在の河北省涿鹿県付近）で争って（涿鹿の戦い）敗北した蚩尤を非漢族の代表と見なし、蚩尤と一緒に闘った九黎の子孫が南方に逃げて、後に「三苗」になったと説く。「三苗」は揚子江の中下流域にあったと推定し、北方からの漢族の圧力で、西南中国の山岳地帯に移動して、現在のミャオ族になったと主張する。しかし、伝説中の「三苗」と、古代の楚や呉を構成した人々と、現在のミャオ族との関連を実証する史料は存在しない。「三苗」「苗民」「尤苗」などの記述は秦漢以前の記録にとどまり、漢代の長沙・武陵蛮などを経て、宋代に至るまで、南方の人々は「蛮」と記されている。学問的には蚩尤とミャオ族の関係は否定される。これは費孝通が唱えた「中華民族多元一体格局」（1988年）の議論に基づいて、1990年代に「中華民族」の統合を強調する中央の学説や、1994年に中国全土に展開した漢族主体の愛国主義の運動に抗して現れた、ミャオ族の知識人による新たな対抗言説である。
文字が無く口頭伝承で歴史を伝えてきた苗族には古代と現代を結ぶ客観的史料は存在しない。しかし、民族意識の高揚に伴い、蚩尤始祖説は定説の如く語られるようになってきている。敗北した蚩尤を非漢族の英雄に祀りあげ、ミャオ族の先祖は蚩尤であるとする考えは、ミャオ族の知識人の間では定説化して、反論することができなくなっている。ミャオ族は文字を持たず、口頭伝承によって歴史を語り伝えてきたが、まさにそれゆえに、実証的な歴史とは異なる独自の歴史意識を新たに作りあげようとしている。

### 明代から清代へ
中国の明代の統治政策は、各地域の首長の世襲支配権を認めて土司に任命して間接統治をする政策をとっていたが、次第に現地との乖離が大きくなり、ミャオ族の反乱も多発するようになった。清代には貴州省などミャオ族地区への漢族の移住が増え、中央が地方官の「流官」を任命する直接支配に展開した。これを改土帰流政策（土司＝少数民族首長支配を改め、流官＝中央任命の地方官支配に帰すこと）という。同化政策や清朝の増税に抵抗して、ミャオ族は三次（1735年 - 1738年：ミャオ族の反乱 (1735年–1736年)、1795年 - 1806年：ミャオ族の反乱 (1795年–1806年)、1854年 - 1873年：咸同起義）にわたる反乱を起こした。特に張秀眉が指導した最後の反乱は大規模で、咸同起義（かんどうきぎ）と呼ばれ、ミャオ族人口の三分の一だけが生き残ったともいう。その後は、多くの漢族商人が現地にはいり、林業を中心とした商業網を確立し、ミャオ族をはじめとする現地の人々は抑圧されることになった。清代末期の1902年から1903年にかけて鳥居龍蔵が現地にはいり、貴州省のミャオ族と雲南省のイ族の現地調査を行って、緻密な記録『苗族調査報告』（1907年）を残し、当時の状況を克明に伝えている。

### 中国国内のミャオ族
中国国内での総人口は894万116人に達し、中国の少数民族としては、チワン族（約1617万人）、満洲族（1068万人）、回族（981万人）に次ぎ四番目である。居住地域別人口は多い順番に並べると、貴州省（429万9954人）、湖南省（192万1495人）、雲南省（104万3535人）、重慶市（50万2421人）、広西チワン族自治区（46万2956人）、湖北省（21万4266人）、四川省（14万7526人）、広東省（12万606人）、海南省（6万1264人）、浙江省（5万3418人）、江蘇省（2万2246人）、福建省（2万2065人）などである。山間盆地や斜面に集落を営む山地民である。焼畑を営んで陸稲や畑作物を作って移動を繰り返してきた人々と、棚田を巧妙に作って水稲稲作を行う定着した人々がいる。ただし、中国国内の「苗族」は、1949年の中華人民共和国の成立後に、民族識別調査を行った結果、政府から公認された「創られた民族」であり、政治的な統制と支配を行うための社会制度としての性格もある。
中国国内のミャオ族は漢・蔵（チベット）語族、苗・瑶（ヤオ）語派に属し、3つの方言集団に分かれ、各々の「自称」が異なる。湖南省西部のコーション (Qo xiong)、貴州省東南部のムー (Hmub)、貴州省西部と雲南省のモン (Hmong) である。従来は女性の服飾の色や文様に基づいて、黒苗・白苗・青苗・紅苗・花苗などと区別されることが多く、清代には『苗蛮図冊』などの図録が作成されて、当時の漢族の苗族観を知ることが出来る。地域で言えば、湖南西部（湘西）は紅苗、貴州東南部（黔東南）は黒苗、貴州西部（黔西）から雲南（文山、屏辺）では花苗・白苗・青苗などと呼ばれる。黒苗もスカートの長短から長裙苗と短裙苗に分かれる。後者の自称はガノォウ (Ghab nao) である。漢語表記の「苗族」は、各集団の自称に近い「総称」であり、民族識別によって多様な人々が「苗族」の名称でまとめられた。
民族識別は1953年に始まり、1954年に38の少数民族を確定し、1965年に15、1982年に2つの少数民族が加わり、現在の中国は55の少数民族と圧倒的多数の漢族という総計56の民族から構成される多民族国家とされている。民族識別は、スターリンが提唱した言語、地域、経済生活、文化に現われる心理素質の4つの共通性が基準とされたが、問題点も多い。中国における「民族」概念は政治性を帯びており「創られた民族」の性格が強い。中国国内のミャオ族について考える場合、中国の古代～近代の歴史文献上で「苗」と記述されている人々と、1949年中華人民共和国成立以降の民族識別で「苗族」と認定された人々とを区別して論じる必要がある。
現在のミャオ族は山地で常畑や焼畑を営む人々と、盆地や平野で水稲耕作を営む人々に分かれる。分布は広域にわたり、他民族と高度を住み分けたり、雑居する場合もある。焼畑を営む人々は移動がさかんで山伝いに移住した結果、現在のラオス、ベトナム、タイにも同系統の言語や類似する文化を持つ人々が生活することになった。

貴州省のミャオ族
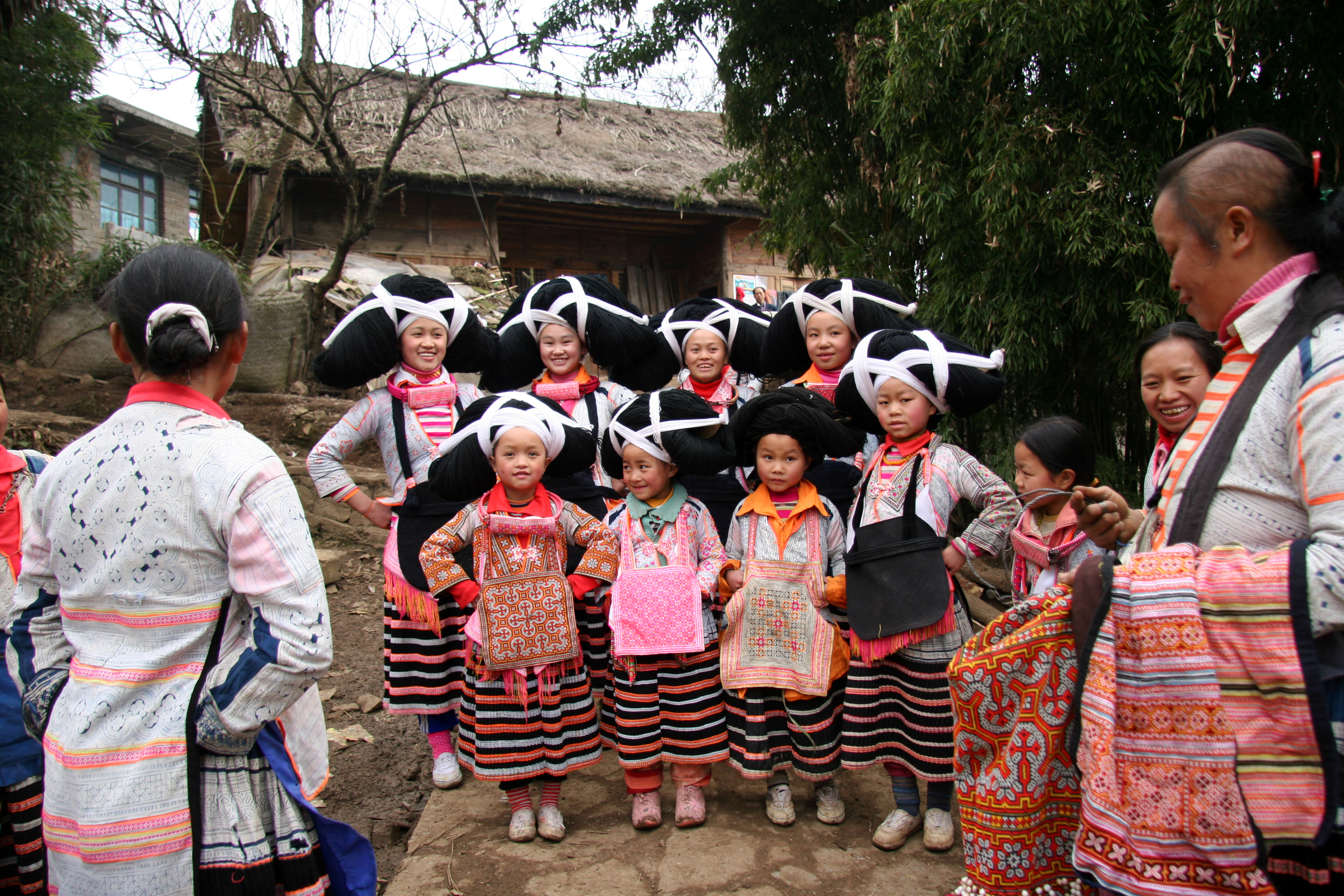
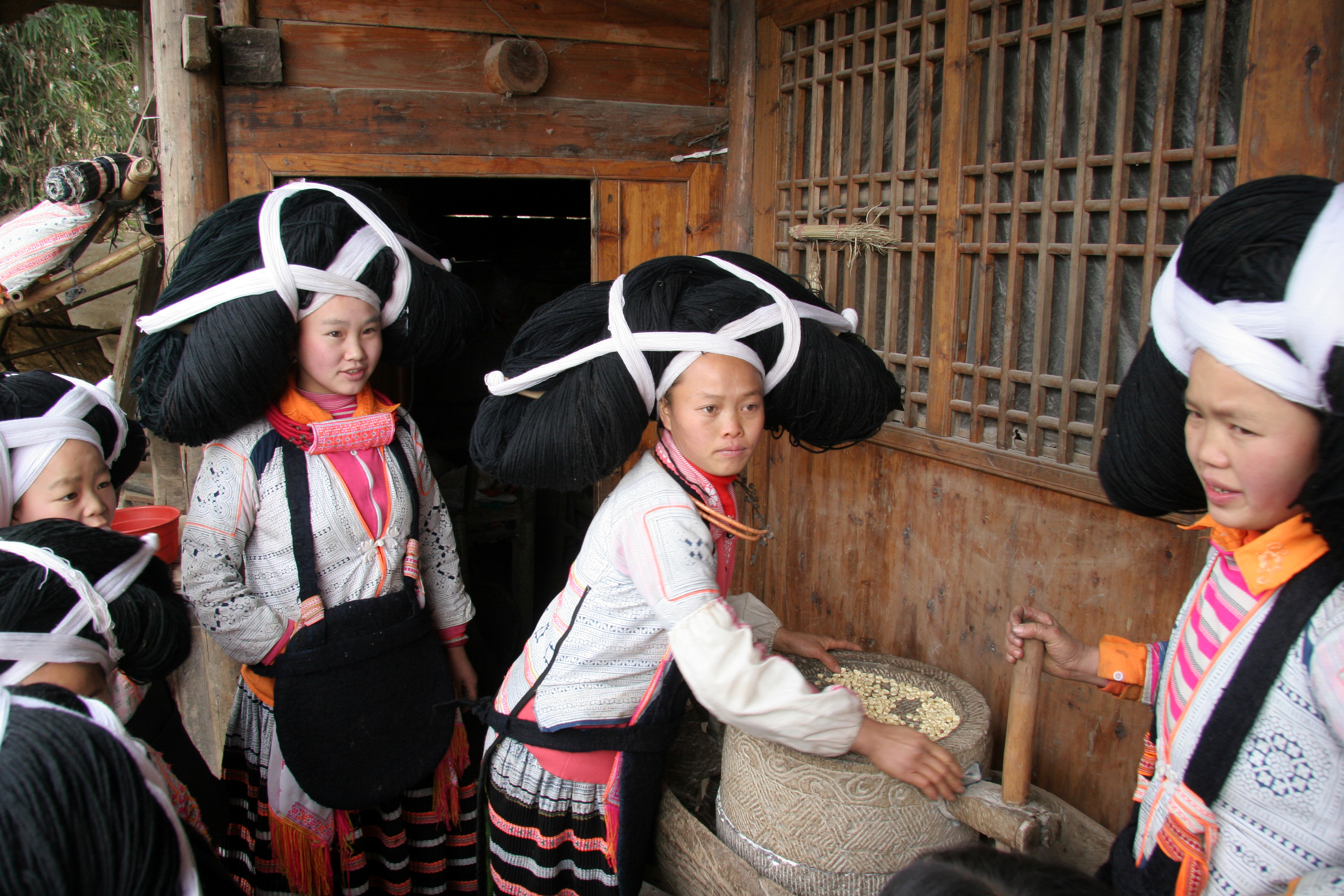
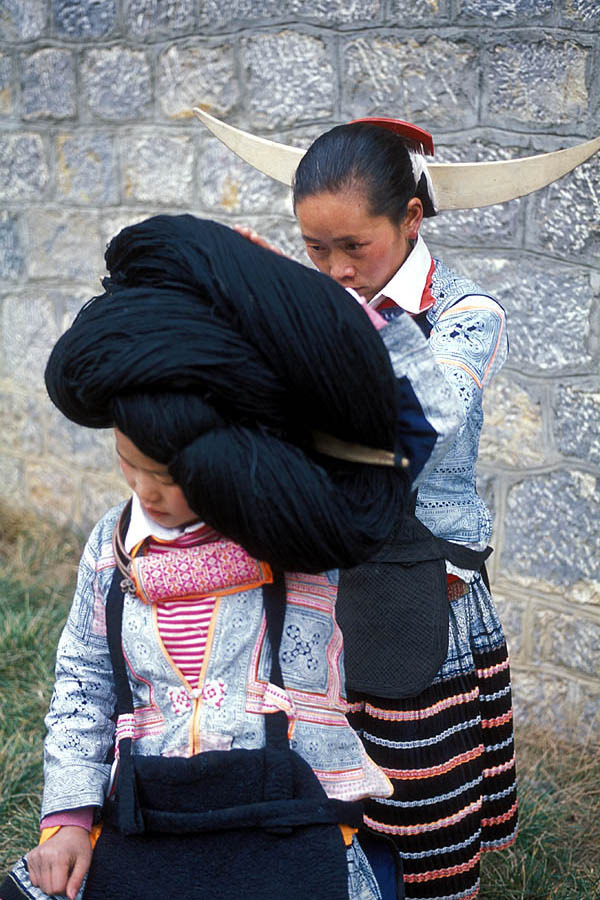
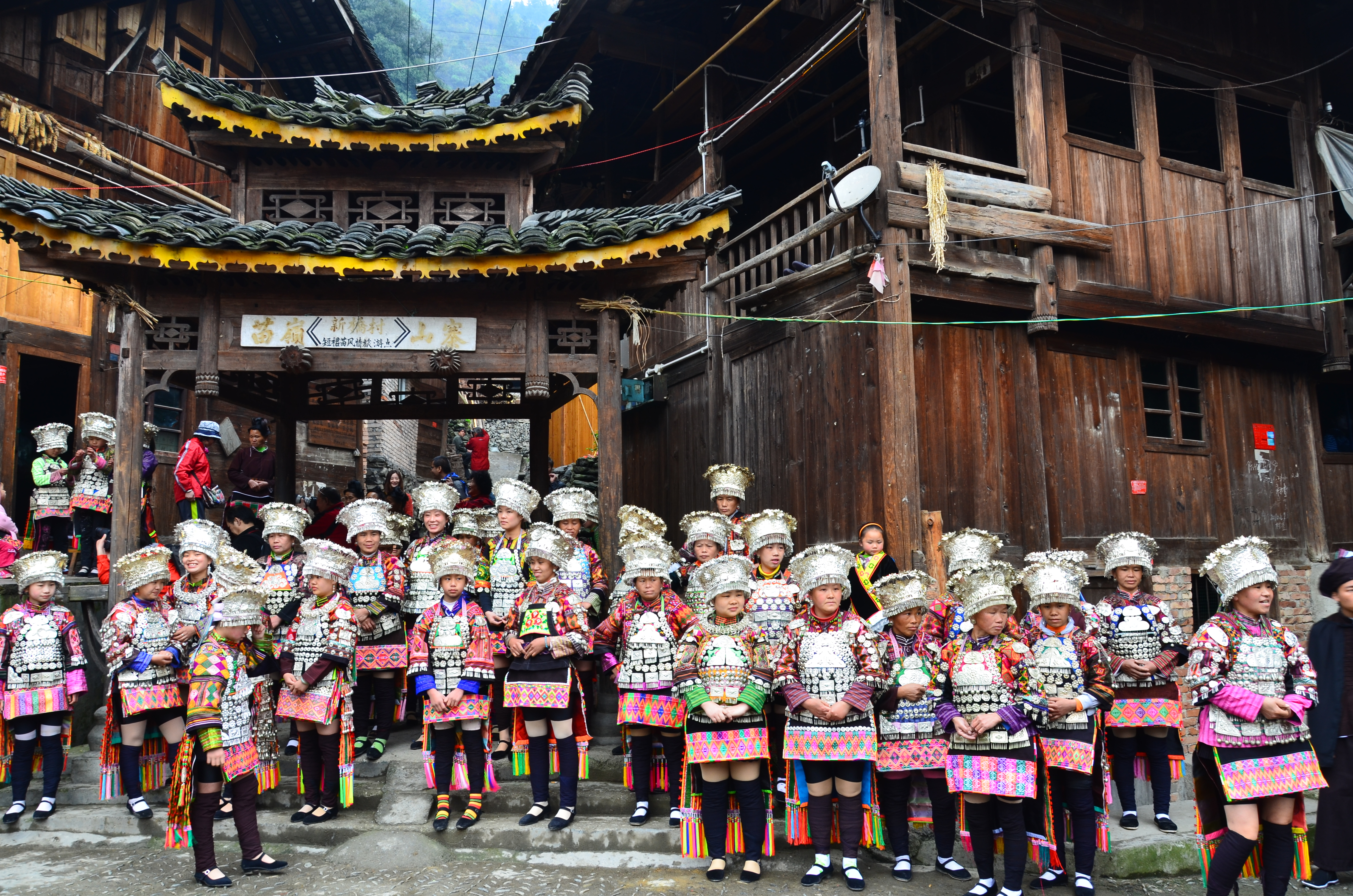
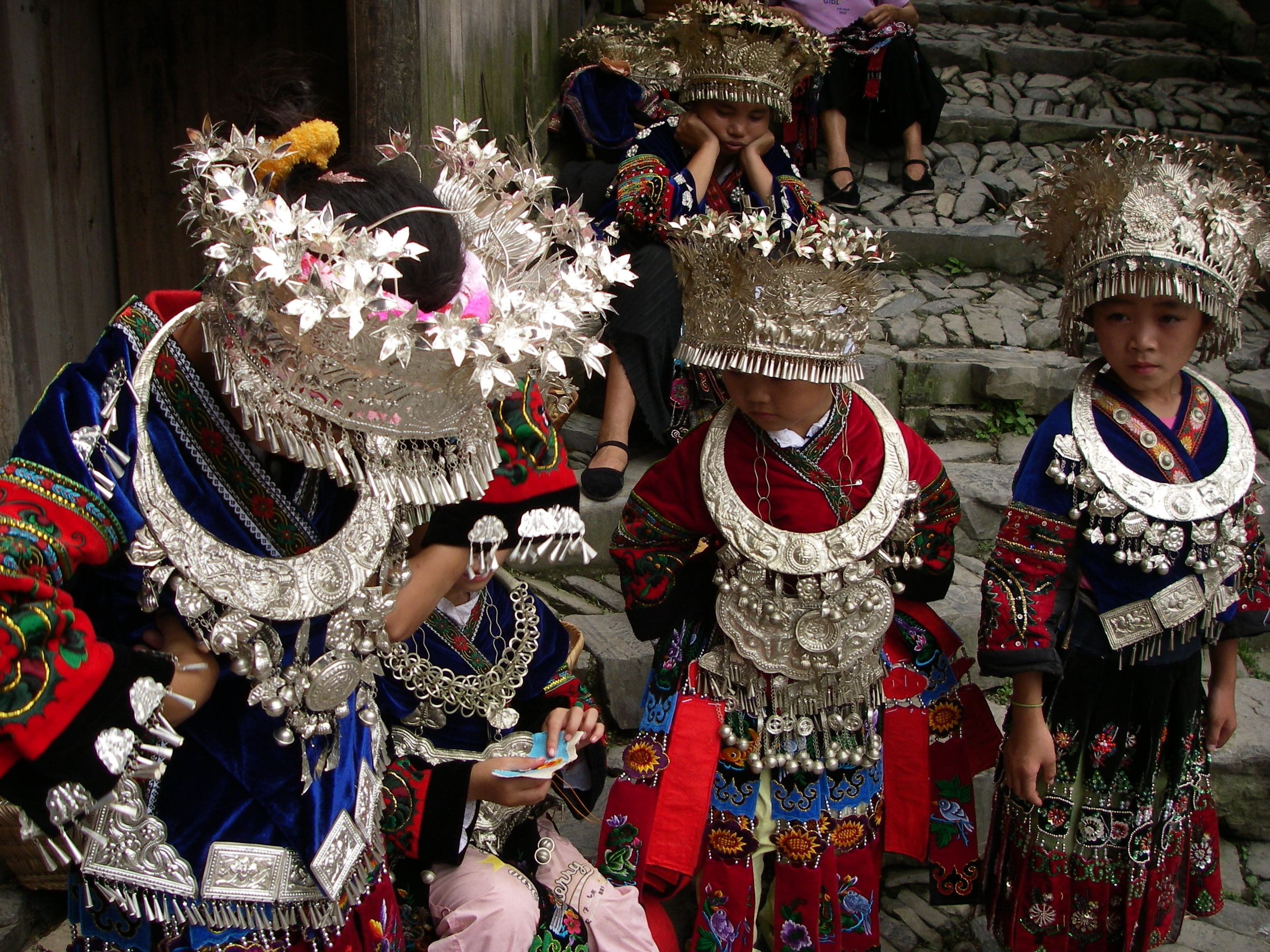
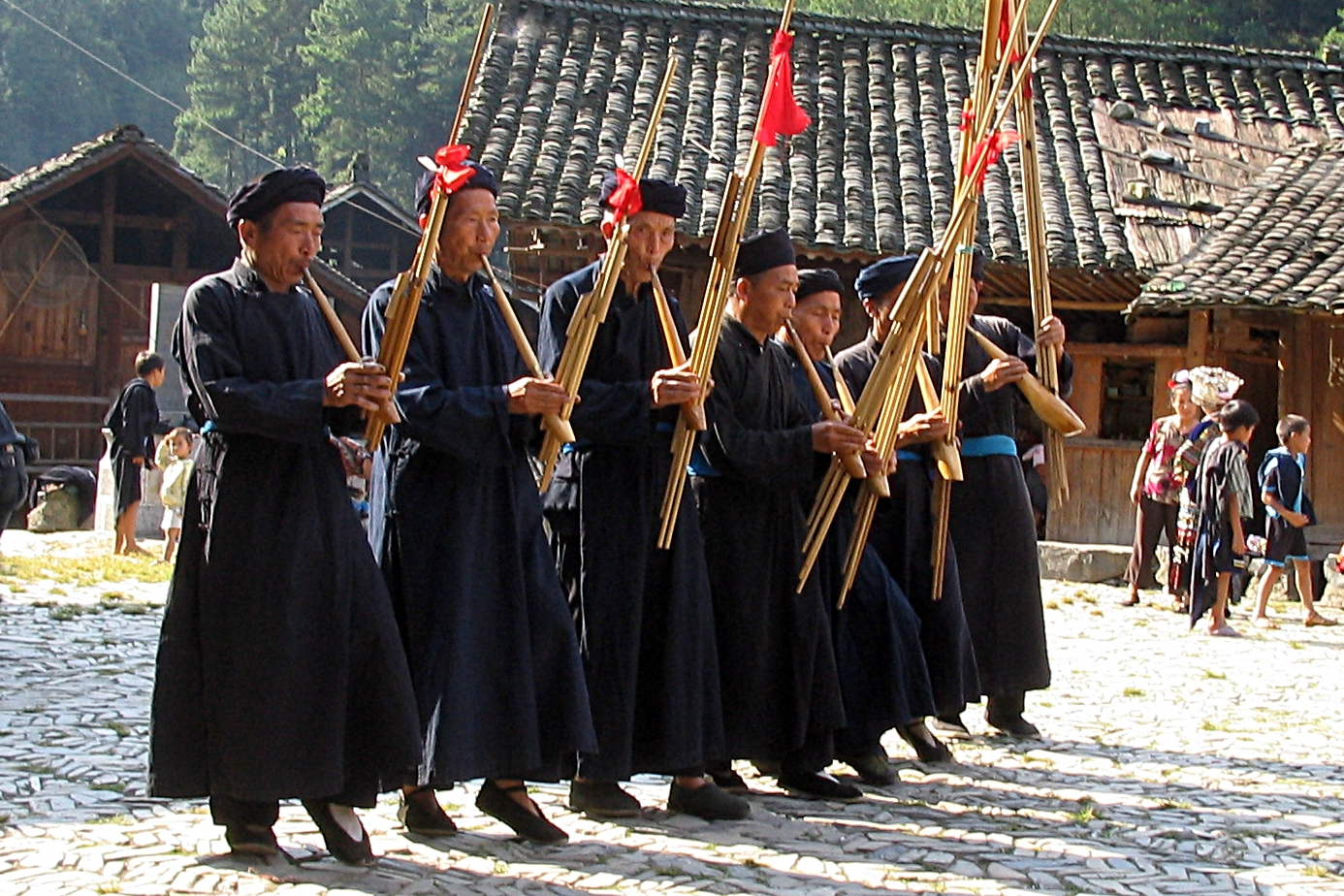

## インドシナ半島におけるミャオ族の分布
焼畑農耕に伴う移動に加えて、清軍の厳しい討伐や弾圧のため、19世紀には多くのモン族 (Hmong) が東南アジアのベトナム北部・ラオス・タイ・ミャンマー（ビルマ）に移住していった。20世紀に入り1936年7月1日に実施された仏印総督府下の国勢調査では、ベトナムで7万8400人、ラオスで4万7000人のモン族が数えられた。その後の各国政府統計では、1970年ベトナム北部で28万5000人、1968年ラオスで15万8000人、1965年タイで5万3000人となっている。

### ラオス
1968年当時のラオス政府による人口統計では全ラオス人口280万人のうち15万8000人がモン族であった。インドシナ戦争時、モン族の一部はベトミンと協力し、別の一部はフランス軍に協力した。ベトナム戦争時、ラオスの共産化を防ぐためCIAがモン族の一部氏族を雇い、パテート・ラーオと戦わせる部隊に編成した。この兵力は1961年には9000人だった。最盛期の1967年にはラオス王国軍6万3000人に対し1万5000人の部隊となった。負傷や戦死、脱走で兵力が減るとモン族以外の王国軍やタイ軍からの増援や補充人員の割合が増えた。1970年、部隊は1万2000人であったがその半数はモン族ではない王国軍・タイ軍などからの増援・補充だった。1974年末、部隊は解散し一部は王国軍に吸収された。モン族の別の氏族はパテート・ラーオと共に戦ったので、同じ民族間でも戦った。1967年～1971年の間、右派モン族は戦死者3772人と負傷者5426人を出した。1962年～1975年の間、右派モン族は1万2000人が戦死した。パテート・ラーオ側のモン族の死者を入れると、1975年までにモン族全体から約3万人が戦死したといわれる。ベトナムからアメリカの撤退後ラオスは共産化し、米側についたモン族の数万人がタイ領内に移住し、長期滞留でタイ生まれの二世人口の増加や麻薬の問題が深刻化した。2005年現在、ラオスには46万人のモン族が在住している。

ラオスのモン族
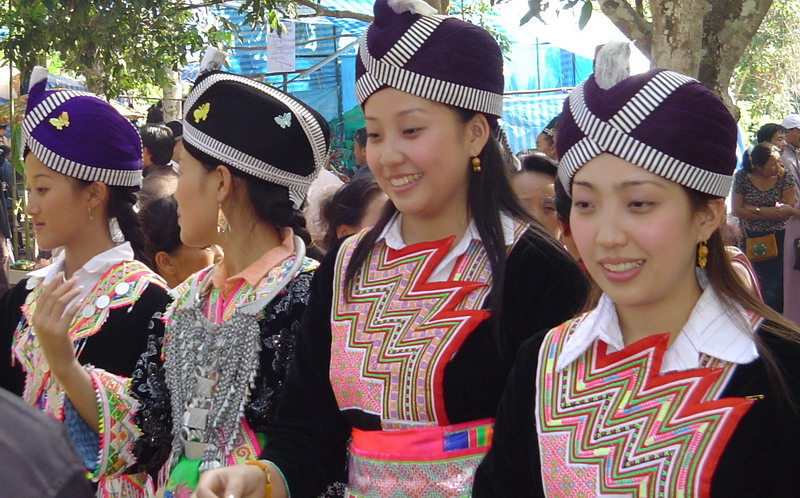
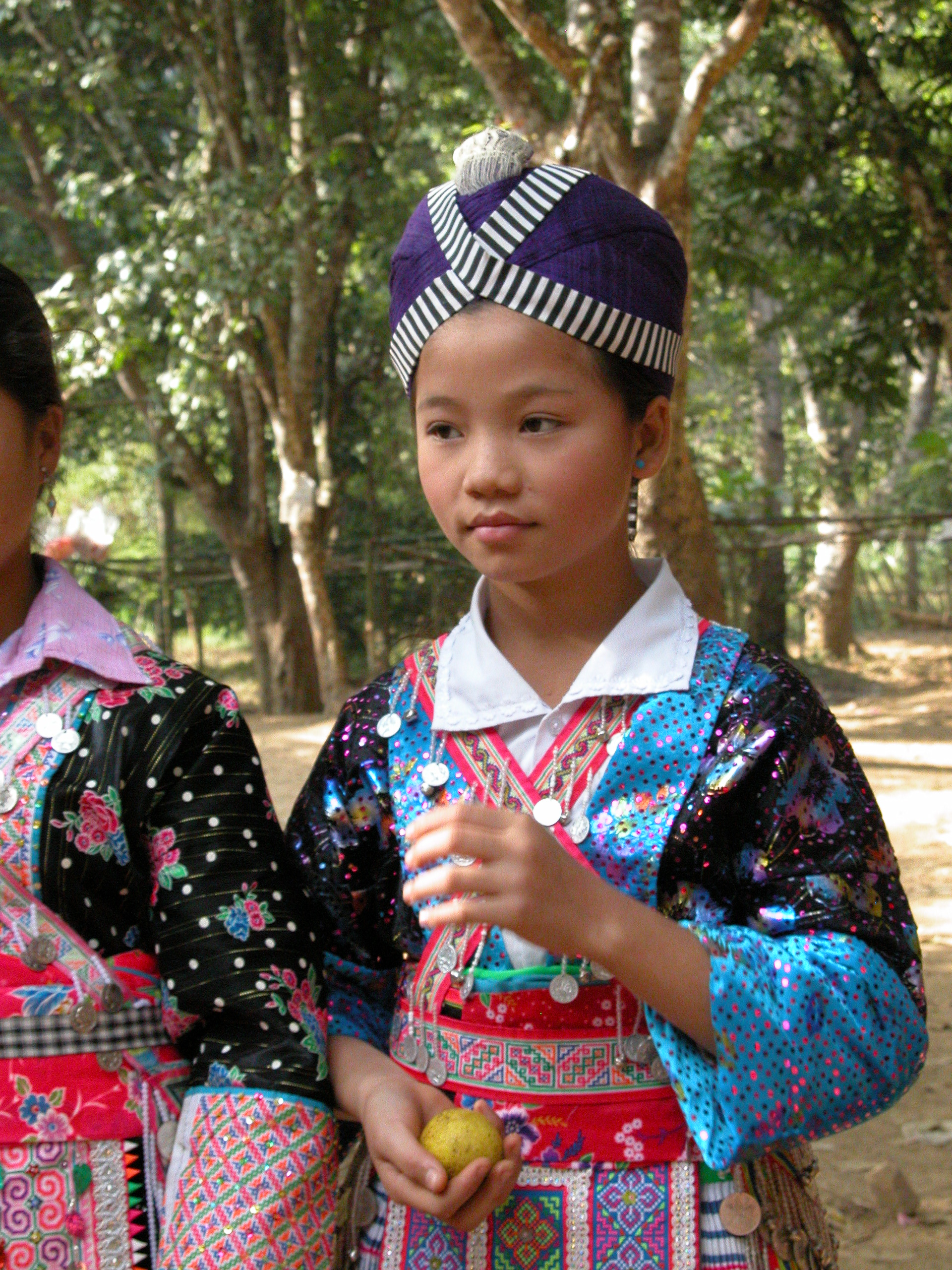
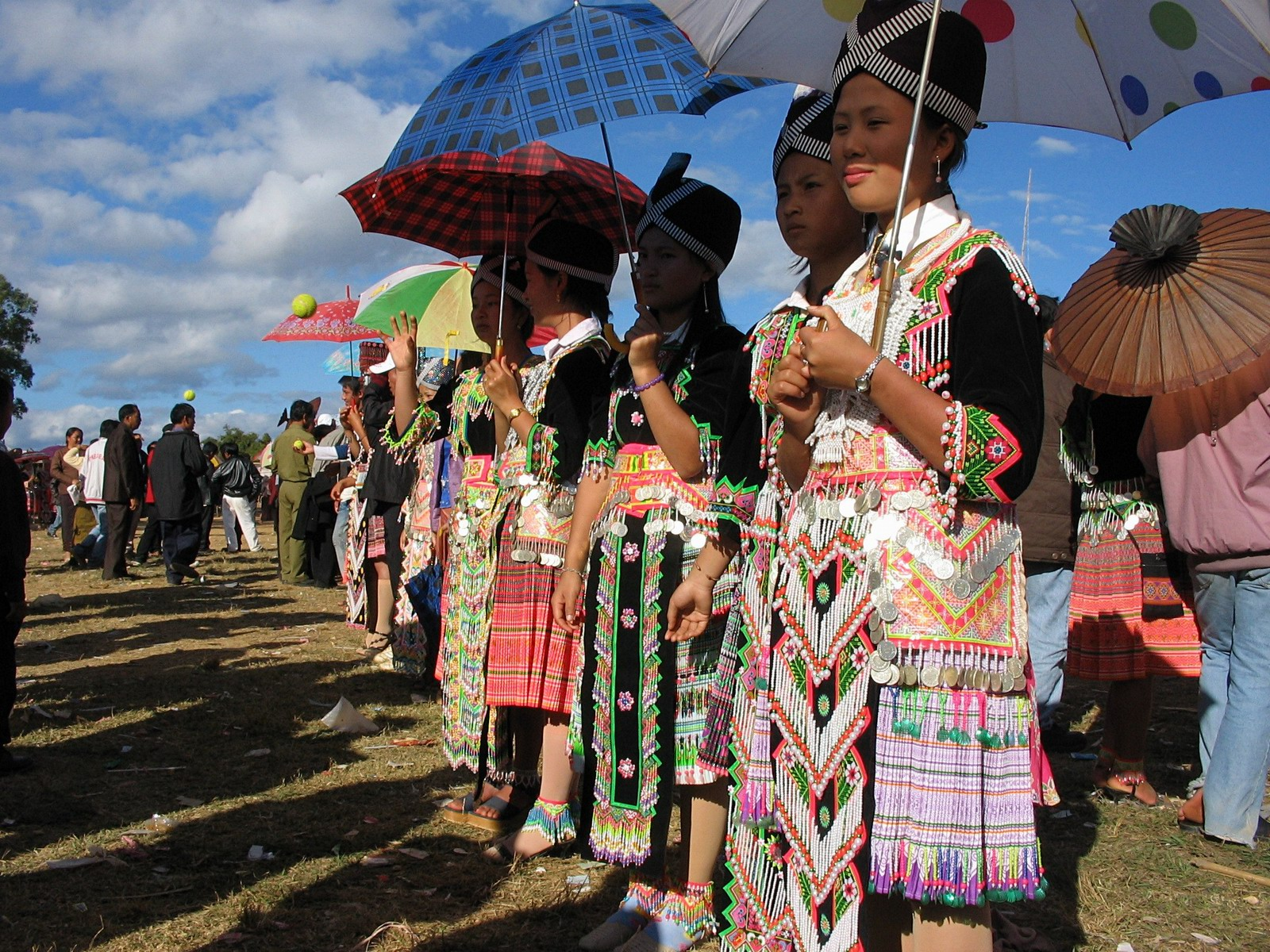

### タイ
中国南部からベトナム・ラオスに定着したミャオ族は、19世紀末にはタイに南下してきたと考えられている。タイでは大まかに青ミャオ族、白ミャオ族が移住しており、言語、伝統衣装、風俗において違いがある。1960年、タイ政府のミャオ族人口統計では、青ミャオ族2万6400人、白ミャオ族1万9200人であった。
1960年代から70年代にかけてタイは北部・北東部の反政府ゲリラに悩まされたがこれはミャオ族を中心とする山岳少数民族が主体であった。1967年にはチェンライ県でミャオ族集落が官憲に焼かれた事件を機に、政府軍と少数民族との間で住民数万人の強制移住を伴う大規模な武力衝突に発展した。政府軍は反乱を鎮圧するため大砲とナパームを用いて北部諸県の山岳部ミャオ族集落に空爆を行った。一連の反乱・掃討作戦により、双方に数千人の死者を出し、大量の難民が発生した。1971年にはタイ国内五箇所（ターク県、ナーン県、チェンライ県、ピッサヌローク県、ペッチャブーン県）に難民キャンプが作られた。こうした反乱では共産主義者が村で武器の使用方法を教え、男子をゲリラとして訓練し、村落組織を協同組合的に変えていた事などから赤色メオ反乱 (Red Meo Revolt) と呼ばれている。ペッチャブーン県カオ・コー山頂の旧ゲリラ掃討の前線基地跡は現在では記念公園となり、撃墜された偵察機やヘリ・装甲車の残骸が展示され当時の衝突を物語っている。

## 海外への移住
1975年ラオスからアメリカ軍が撤収した後、アメリカ軍に協力した右派モン族はタイへ逃れた。タイでの長期滞留により、タイ生まれの二世人口増加や麻薬の蔓延が問題化した。タイの難民キャンプ生まれの者も含めると、現在まで10万人近くが海外に移住した。移住先はアメリカ、フランス、オーストラリア、カナダ、フランス領ギアナなどである。内訳は以下の通り。
- アメリカ合衆国: 40,000人以上
- フランス: 6,000 - 8,000人
- 中国: 2,500人
- オーストラリア: 500人
- カナダ: 200人
- アルゼンチン: 100人

2006年の調査ではアメリカでのモン族人口は21万人となっているがこれはアメリカ生まれの二世三世を含む数字である。合衆国内ではカリフォルニア州、ミネソタ州、ウィスコンシン州などにコミュニティが存在する。ミネソタ州のミネアポリス・セントポールが集住地で、モン文化センターが1992年に設立され、世界各地のモン族を結びつける役割をになっている。クリント・イーストウッド監督の映画『グラン・トリノ』（2008年）にはアメリカでのモン族 (Hmong people, Hmong American) の様子が描かれている。カリフォルニア州ではサクラメント・フレズノに、ウィスコンシン州ではミルウォーキーにモン族のコミュニティがある。

## 言語
独自の言語をもち、ミャオ・ヤオ語族（モン・ミェン語族ともいう）に属する。この語族に属するのはミャオ語、ヤオ語以外には、中国東南沿海部（福建・浙江方面）に居住し、ヤオ族と文化的つながりのあるシェ族の言語だけである。住む国によって中国語やタイ語などに通じている場合もある。

## 民族分派
中国国内のミャオ族は、以下の3つ方言集団の支系に分かれている。
- 湘西方言 - 自称コーション（Qo Xong）。紅苗。湖南省西部。
- 黔東方言 - 自称ムー（Hmub）。黒苗（長裙苗）。貴州省南東部。一部には、自称、ガノォウ＝短裙苗。
- 黔川滇方言 - 自称モン（Hmong）。白苗、青苗、花苗。四川省南部、貴州省西部・北西部、雲南省南部・北東部など

## 宗教と民俗
ミャオ族の多くはすべてのものに霊魂や生命が宿ると信じ、樹、岩、山、川、泉などを崇拝する。祖霊や祖先の祭祀を怠らない。毎年旧暦10月頃の卯日や辰日を年越しの日の苗年（ノンニャン）として祖先に感謝する祭りを行う。男性は蘆笙（キー）を吹き、女性は華麗な銀飾りと豪華な刺繍の衣装をきて舞う。この時は、男女の自由恋愛の機会でもあり、ユーファンと呼ばれる歌掛けで感情を表現した。貴州省の黔東南の香炉山で旧暦6月19日に行われるチーピエ（山に登る）の祭りは有名で、沢山の若い男女が「歌垣」に集まる。また、黔東南では、13年に一度の大きな祖先祭祀であるノン・ニュウを父系氏族 (clan) が合同して行い、大量の水牛や豚を供犠して祖先を祀る。ノンとは「食べる」、ニュウは「鼓」の意味で、祖先の霊魂が宿るとされる楓香樹から作った木鼓をたたいて、祖先の霊を呼び戻して交流する。銅鼓を使用することもある。黔東南のミャオ族の間では、楓香樹から生まれた蝶々のメイパンメイリュウが、樹下の水泡と恋愛して12の卵を生み、そのうちの一つから人間が生まれ、他の卵から生まれた龍や水牛と兄弟であるという創世神話が語られている。その後、人類は天上の雷神と争い、大洪水を起こされ、瓢箪に乗って兄と妹が生き延びる。兄と妹が結婚して（兄妹始祖神話）、その子孫が現在のミャオ族になったという。ノンニュウは神話にちなんで、蝶々や兄妹始祖、祖先や死者の霊を祀り、再び東方にあるとされる究極の故郷に送り返す祭りである。一方、明代や清代には漢族が流入し、「漢化」によって、道教や仏教の影響を受けた地域もある。また、19世紀末からキリスト教の布教活動が活発化し、貴州省西北部の石門坎は1905年からプロテスタント布教の拠点となり、ミャオ語の文字が作られ、聖書も刊行されて、急速に改宗者が広がった。ちなみに、ミャオ語の聖書は日本の横浜で印刷されている。しかし、中華人民共和国の成立（1949年）以後、大躍進や文化大革命などを経て、宗教は弾圧され、民間信仰は迷信活動として禁止された。宗教や祭祀などは、改革開放が本格化した1980年代半ば以降に復興してきたが、現在は民族観光に利用されるなど、文化の商品化が進んでいる。西欧の学者はミャオ族の思考を、精霊信仰の概念で説明しようとしてきたが、進化主義の観点に立つ原始宗教のニュアンスがあって低く見下す価値観を払拭できない。アニミズムの概念を見直し、現地の見方による世界観・宇宙観の提示が求められる。

### タイのミャオ族の精霊信仰
以下では特にタイのミャオ族の精霊信仰について述べる。タイのミャオ族は中国文化に影響を受けた精霊崇拝を行っている。さらにシャーマンによる儀礼を持つ。タイのミャオ族は大きく白ミャオ族と青ミャオ族に分けられるが信仰は似通っている。
世界観は陰界 (yeeb ceeb) と陽界 (yaj ceeb) によって構成されており、さらに天界 (ntuj) をつけ加える場合もある。陰界は精霊と死んだものが行くあの世のことである。ミャオの信仰において、あの世は山の中もしくは地下にあると考えられている。陽界は精霊と人間の住むこの世と考えられている。
精霊は基本的にダー (Dab) と呼ばれるが、さまざまな種類と呼び名がある。
- 陰界の精霊

陰界にはツォー・ニュン (Ntxwj Nyug) と呼ばれるあの世を統括する精霊がおり、死者の魂を審判し、転生の先を決めるとされている。さらにニュー・ヴァー・トゥアム・テーム (Nyuj Vaj Tuam Teem) がその仕事を補佐しており、魂の年齢を管理している。シャーマンの守護精霊 (Siv Yis) もここに住むといわれる。
- 陽界の精霊

基本的には善意のある守護霊 (Dab quas) と森などに住む悪意のある精霊 (Dab qus) に分かれる。守護霊は家の柱、竈などさまざまな場所を守護していると考えられている。また、それぞれの男系の氏族長が祖先霊 (Dab xwm kab) の祭壇を持っている。祖先霊の祭壇の隣には薬の精霊 (Dab tshuaj) を作ることもある。さらに女性の寝室には結婚生活を守護する精霊 (Dab roog) が祀られている。また、外界と家内をつなぐ家の入り口の敷居には敷居の精霊 (Dab txhiaj meej) がおり、悪い精霊が家内に入ってくることを防いでいる。森の中には悪い精霊 (Dab qus) がすんでいるとされる。特に、ポン・ツォーン (Pog Ntxoog) 呼ばれる老女の精霊は恐れられている。また、病気や驚いた際に人体より抜け出てしまうプリン (plig) と呼ばれる魂の概念があり、タイのピー信仰のクワンに近い。治療の際にはシャーマンによるフー・プリン (Hu plig) と呼ばれる招魂が行われる。
- 天界の精霊

天界には、人間を助けるヨーム・スア (Yawm Saub) という精霊がいるとされている。この精霊はミャオの洪水神話や、初めての結婚などの神話に登場する。また雨をつかさどる龍 (Zaj Laug) や虹 (Zaj sawv) もいるとされるが、在所は海の下もしくは湖の下の宮殿であるとされている。その他にも太陽の精霊 (Nkauj Hnub)、月の精霊 (Nrang Hli)、雷神 (Xob) などが知られている。

### 神話
- 洪水神話：太古の洪水の際にミャオ族の一組の男女が天の精霊（ヨーム・スア Yawm Saub（タイ・ミャオ族））の指示に従い、瓢箪（船、太鼓の場合もある）にのって逃れる神話がある。
- 射日神話：ミャオ族の英雄（カー・ユウアム Kaj Yuam（タイ・ミャオ族））が太古に九つあった太陽を八つ射落とした神話がある。中国の射日神話と類似している。

### 日本人との類似点と相違点
明治35 - 36年に鳥居龍蔵が実施した調査において、もともと広西省を源郷とする狆家苗の衣服に、日本の銅鐸と同様の文様があしらわれていることが報告された。また、彼らが楽器として用いる銅鼓にも同一の文様があり、日本とミャオ族の間に何らかの関係があることが示唆された。なお、鳥居は銅鐸に描かれた衣裳、臼・杵、家屋などが当時のイ族の風俗と酷似していることも指摘している。
また、上述の洪水型兄妹始祖神話において、兄と妹が大木の周りを回ること、最初の子が目も口もない子であることなど、日本の国産み神話との類似性がうかがわれることを松前健が指摘している。
一方で、遺伝学的には、東北の日本人やチベット人などで高頻度で見られるY染色体のハプログループDは必ずしも多くない。ミトコンドリアDNAハプログループの研究からミャオ族祖先の日本への移住の可能性に言及する研究者もいる。

## 食文化
多くの場合、米を主食とし、野菜、肉類、魚などをトウガラシ、塩、酢などで味付けした副食と共に、1日3食食べる。独自の料理は「酸湯」であろう。漢族の料理に似た炒め物や蒸し物、魚の唐揚げなどの揚げ物もある。年中行事の祭りの日や結婚式などお祝いの日には、もち米で餅を作る習慣があり、草木汁で五色に色つけして食べる所もある。酒で客人をもてなし、即興の歌をうたって接待する。豆類も重要な食品で、納豆も食べる。日本のなれずしに似た発酵した鮨を食べ、祖先祭祀には必ず備える。蕎麦も作り、トウガラシと醤油の味付けで食べる。ミャオ族独自の正月の苗年には、もち米で作った餅と飯と酒に、豚料理を用意する。1990年代以降、貴州省の貴陽や凱里、北京など、中国の都市にはミャオ族料理の専門店ができているが、村の料理をアレンジした創作料理が多い。

## 人口
中国国内における全体人口は以下の通りである
- 1953年: 2,510,000人
- 1964年: 2,780,000人
- 1982年: 5,030,000人
- 1990年: 7,390,000人

全体の人口の内約半数が貴州省に集中している（1990年）。その他以下の省が中国国内のミャオ族の98%が住む地域となっている。
- 貴州省: 3,600,000人
- 湖南省: 1,550,000人
- 雲南省: 890,000人
- 四川省: 530,000人
- 広西チワン族自治区: 420,000人
- 湖北省: 200,000人
- 海南省: 50,000人

ミャオ族の中には数千人単位で北京・広州に移住した者もいる。一方タイ、ミャンマー、ラオス、ベトナムなどには100万人以上のミャオ族が住んでいる。

## 中国における自治地域

### 自治州
- 湖北省
  - 恩施トゥチャ族ミャオ族自治州
- 湖南省
  - 湘西トゥチャ族ミャオ族自治州
- 貴州省
  - 黔東南ミャオ族トン族自治州
  - 黔南プイ族ミャオ族自治州
  - 黔西南プイ族ミャオ族自治州
- 雲南省
  - 文山チワン族ミャオ族自治州

### 自治県
- 湖南省
  - 麻陽ミャオ族自治県
  - 靖州ミャオ族トン族自治県
  - 城歩ミャオ族自治県
- 貴州省
  - 松桃ミャオ族自治県
  - 印江トゥチャ族ミャオ族自治県
  - 務川コーラオ族ミャオ族自治県
  - 道真コーラオ族ミャオ族自治県
  - 鎮寧プイ族ミャオ族自治県
  - 紫雲ミャオ族プイ族自治県
  - 関嶺プイ族ミャオ族自治県
  - 威寧イ族回族ミャオ族自治県
- 雲南省
  - 屏辺ミャオ族自治県
  - 金平ミャオ族ヤオ族タイ族自治県
  - 禄勧イ族ミャオ族自治県
- 重慶市
  - 秀山トゥチャ族ミャオ族自治県
  - 酉陽トゥチャ族ミャオ族自治県
  - 彭水ミャオ族トゥチャ族自治県
- 広西チワン族自治区
  - 融水ミャオ族自治県
  - 龍勝各族自治県
  - 隆林各族自治県
- 海南省
  - 瓊中リー族ミャオ族自治県
  - 保亭リー族ミャオ族自治県

### 民族郷
湘黔川の付近の武陵山、苗嶺、月亮山、大麻山・小麻山、大苗山、滇黔川の付近の鳥蒙山にもミャオ族が多く住んでいる。
- 綏寧県
  - 鵝公嶺トン族ミャオ族郷
  - 寨市ミャオ族トン族郷
  - 楽安鋪ミャオ族トン族郷
  - 関峡ミャオ族郷
  - 長鋪子ミャオ族トン族郷
  - 麻塘ミャオ族ヤオ族郷
  - 河口ミャオ族郷
- 洪江市
  - 深渡ミャオ族郷
- 会同県
  - 金子岩トン族ミャオ族郷
  - 宝田トン族ミャオ族郷
  - 漠浜トン族ミャオ族郷
  - 蒲穏トン族ミャオ族郷
  - 青朗トン族ミャオ族郷
  - 炮団トン族ミャオ族郷
- 新晃トン族自治県
  - 歩頭降ミャオ族郷
  - 米貝ミャオ族郷
- 通道トン族自治県
  - 大高坪ミャオ族郷
- 三江トン族自治県
  - 同楽ミャオ族郷
  - 富禄ミャオ族郷
- 資源県
  - 車田ミャオ族郷
  - 両水ミャオ族郷
- 西林県
  - 普合ミャオ族郷
  - 那佐ミャオ族郷
  - 足別ヤオ族ミャオ族郷
- 南丹県
  - 中堡ミャオ族郷
- 環江マオナン族自治県
  - 馴楽ミャオ族郷
- 重慶市武隆区
  - 石橋ミャオ族トゥチャ族郷
  - 文復ミャオ族トゥチャ族郷
  - 後坪ミャオ族トゥチャ族郷
  - 浩口ミャオ族コーラオ族郷
- 塩辺県
  - 紅宝ミャオ族イ族郷
- 叙永県
  - 合楽ミャオ族郷
  - 白臘ミャオ族郷
  - 梘槽ミャオ族郷
- 古藺県
  - 馬嘶ミャオ族郷
  - 箭竹ミャオ族郷
  - 大寨ミャオ族郷
- 珙県
  - 玉和ミャオ族郷
  - 羅渡ミャオ族郷
  - 観斗ミャオ族郷
- 筠連県
  - 団林ミャオ族郷
  - 聯合ミャオ族郷
  - 高坪ミャオ族郷
- 興文県
  - 大壩ミャオ族郷
  - 大河ミャオ族郷
  - 麒麟ミャオ族郷
  - 仙峰ミャオ族郷
- ムリ・チベット族自治県
  - 白碉ミャオ族郷
  - 固増ミャオ族郷
- 貴陽市南明区
  - 小碧プイ族ミャオ族郷
- 貴陽市花渓区
  - 孟関ミャオ族プイ族郷
  - 湖潮ミャオ族プイ族郷
  - 高坡ミャオ族郷
  - 黔陶プイ族ミャオ族郷
  - 馬鈴プイ族ミャオ族郷
- 清鎮市
  - 麦格ミャオ族プイ族郷
  - 王荘プイ族ミャオ族郷
  - 流長ミャオ族郷
- 開陽県
  - 禾豊プイ族ミャオ族郷
  - 南江プイ族ミャオ族郷
  - 高寨ミャオ族プイ族郷
- 息烽県
  - 青山ミャオ族郷
- 六盤水市鍾山区
  - 南開ミャオ族イ族郷
  - 青林ミャオ族イ族郷
  - 金盆ミャオ族イ族郷
- 六盤水市水城区
  - 龍場ミャオ族ペー族イ族郷
  - 営盤ミャオ族イ族ペー族郷
  - 順場ミャオ族イ族プイ族郷
  - 花戛ミャオ族プイ族イ族郷
  - 楊梅イ族ミャオ族回族郷
  - 新街イ族ミャオ族プイ族郷
  - 野鍾ミャオ族イ族プイ族郷
  - 果布戛イ族ミャオ族プイ族郷
  - 猴場ミャオ族プイ族郷
- 六枝特区
  - 梭戛ミャオ族イ族回族郷
  - 牛場ミャオ族イ族郷
  - 中寨ミャオ族イ族プイ族郷
  - 月亮河イ族プイ族ミャオ族郷
- 盤州市
  - 普古イ族ミャオ族郷
  - 旧営ペー族イ族ミャオ族郷
  - 羊場プイ族ペー族ミャオ族郷
  - 保基ミャオ族イ族郷
- 遵義市播州区
  - 洪関ミャオ族郷
- 仁懐市
  - 後山ミャオ族プイ族郷
- 桐梓県
  - 馬鬃ミャオ族郷
- 正安県
  - 市坪ミャオ族コーラオ族郷
  - 謝壩コーラオ族ミャオ族郷
- 余慶県
  - 花山ミャオ族郷
- 安順市西秀区
  - 新場プイ族ミャオ族郷
  - 岩臘ミャオ族プイ族郷
  - 鶏場プイ族ミャオ族郷
  - 楊武プイ族ミャオ族郷
  - 黄臘プイ族ミャオ族郷
- 安順市平壩区
  - 十字回族ミャオ族郷
  - 羊昌プイ族ミャオ族郷
- 普定県
  - 補郎ミャオ族郷
  - 猴場ミャオ族コーラオ族郷
  - 猫洞ミャオ族コーラオ族郷
- 畢節市七星関区
  - 千渓イ族ミャオ族ペー族郷
  - 陰底イ族ミャオ族ペー族郷
  - 団結イ族ミャオ族郷
  - 阿市ミャオ族イ族郷
- 黔西市
  - 五里プイ族ミャオ族郷
  - 新仁ミャオ族郷
  - 鉄石ミャオ族イ族郷
  - 太来イ族ミャオ族郷
  - 永燊イ族ミャオ族郷
  - 中建ミャオ族イ族郷
  - 花渓イ族ミャオ族郷
  - 定新イ族ミャオ族郷
  - 金坡ミャオ族イ族満族郷
  - 仁和イ族ミャオ族郷
  - 紅林イ族ミャオ族郷
- 大方県
  - 竹園イ族ミャオ族郷
  - 鼎新イ族ミャオ族郷
  - 牛場ミャオ族イ族郷
  - 理化ミャオ族イ族郷
  - 八堡イ族ミャオ族郷
  - 興隆ミャオ族郷
  - 大山ミャオ族イ族郷
  - 黄泥イ族ミャオ族満族郷
  - 大水イ族ミャオ族プイ族郷
  - 普底イ族ミャオ族ペー族郷
  - 三元イ族ミャオ族ペー族郷
  - 星宿ミャオ族イ族コーラオ族郷
- 金沙県
  - 石場ミャオ族イ族郷
  - 太平イ族ミャオ族郷
  - 安洛ミャオ族イ族満族郷
  - 新化ミャオ族イ族満族郷
  - 大田イ族ミャオ族プイ族郷
  - 馬路イ族ミャオ族郷
- 織金県
  - 自強ミャオ族郷
  - 大平ミャオ族イ族郷
  - 官寨ミャオ族郷
  - 茶店プイ族ミャオ族イ族郷
  - 金龍ミャオ族イ族プイ族郷
  - 後寨ミャオ族郷
  - 鶏場ミャオ族イ族郷
- 納雍県
  - 新房イ族ミャオ族郷
  - 厙東関イ族ミャオ族ペー族郷
  - 董地ミャオ族イ族郷
  - 化作ミャオ族イ族郷
  - 姑開ミャオ族イ族郷
  - 羊場ミャオ族イ族郷
  - 鍋圏岩ミャオ族イ族郷
  - 昆寨ミャオ族イ族ペー族郷
  - 左鶂戛イ族ミャオ族郷
  - 猪場ミャオ族イ族郷
- 赫章県
  - 水塘堡イ族ミャオ族郷
  - 興発ミャオ族イ族回族郷
  - 松林坡ペー族イ族ミャオ族郷
  - 雉街イ族ミャオ族郷
  - 双坪イ族ミャオ族郷
  - 鉄匠ミャオ族郷
  - 輔処イ族ミャオ族郷
  - 可楽イ族ミャオ族郷
  - 河鎮イ族ミャオ族郷
  - 結溝イ族ミャオ族郷
  - 古達ミャオ族イ族郷
- 銅仁市碧江区
  - 滑石トン族ミャオ族トゥチャ族郷
- 銅仁市万山区
  - 魚塘トン族ミャオ族郷
  - 大坪トン族トゥチャ族ミャオ族郷
- 江口県
  - 徳旺トゥチャ族ミャオ族郷
  - 官和トン族トゥチャ族ミャオ族郷
- 石阡県
  - 青陽ミャオ族コーラオ族トン族郷
- 思南県
  - 胡家湾ミャオ族トゥチャ族郷
  - 楊家坳ミャオ族トゥチャ族郷
  - 思林トゥチャ族ミャオ族郷
  - 寛坪トゥチャ族ミャオ族郷
  - 楓芸トゥチャ族ミャオ族郷
  - 三道水トゥチャ族ミャオ族郷
  - 天橋トゥチャ族ミャオ族郷
  - 興隆トゥチャ族ミャオ族郷
- 宜良県
  - 耿家営イ族ミャオ族郷
- 師宗県
  - 高良チワン族ミャオ族ヤオ族郷
- 羅平県
  - 魯布革プイ族ミャオ族郷
- 華寧県
  - 通紅甸イ族ミャオ族郷
- 保山市隆陽区
  - 瓦房イ族ミャオ族郷
- 昌寧県
  - 耈街イ族ミャオ族郷
- 大関県
  - 上高橋回族イ族ミャオ族郷
- 永善県
  - 馬楠ミャオ族イ族郷
  - 伍寨イ族ミャオ族郷
- 鎮雄県
  - 林口イ族ミャオ族郷
- 彝良県
  - 龍街ミャオ族イ族郷
  - 奎香ミャオ族イ族郷
  - 樹林イ族ミャオ族郷
  - 柳渓ミャオ族郷
  - 洛旺ミャオ族郷
- 威信県
  - 双河ミャオ族イ族郷
- 鳳慶県
  - 新華イ族ミャオ族郷
- 蒙自市
  - 期路白ミャオ族郷
  - 老寨ミャオ族郷
- 河口ヤオ族自治県
  - 橋頭ミャオ族チワン族郷